# Conopophila
Conopophila – rodzaj ptaków z rodziny miodojadów (Meliphagidae).

## Zasięg występowania
Rodzaj obejmuje gatunki występujące w Australii, na Nowej Gwinei i Wyspach Aru.

## Morfologia
Długość ciała 10–14,5 cm; masa ciała 7–14 g.

## Systematyka
Rodzaj zdefiniował w 1852 roku niemiecki przyrodnik Ludwig Reichenbach w publikacji swojego autorstwa Handbuch der speciellen Ornithologie. Gatunkiem typowym jest pyłkojad białogardły (Conopophila albogularis).

### Etymologia
Conopophila: gr. κωνωψ kōnōps, κωνωπος kōnōpos „komar”; φιλος philos „kochający”.

### Podział systematyczny
Do rodzaju należą następujące gatunki:
- Conopophila albogularis (Gould, 1843) – pyłkojad białogardły
- Conopophila rufogularis (Gould, 1843) – pyłkojad rudogardły